# 酒見賢一
酒見 賢一（さけみ けんいち、1963年11月26日 - 2023年11月7日）は、日本の小説家。

## 経歴・人物
福岡県久留米市出身。福岡県立明善高等学校卒業。1988年、愛知大学文学部哲学科東洋哲学専攻卒業。
1989年（平成元年）に『後宮小説』で第1回日本ファンタジーノベル大賞を受賞してデビュー。デビュー作は王朝も人物もすべて架空の中国史小説風ファンタジーという異色作だったが、その後は実際の中国史から題材をとることが多い。
中国史を踏まえながら奔放な想像力で描く作品群には定評がある。また作品がアニメ化や漫画化されたり、映画が制作されたりするなど、他分野からの注目度も高い。『墨攻』については、スタジオジブリが押井守監督でアニメ映画化を検討したことがあり、近藤勝也によるイメージボードも制作されたが、実現しなかったという。
2023年11月7日 午前4時45分、呼吸不全のため死去。59歳没。

## 略歴
- 1989年 - 『後宮小説』で第1回日本ファンタジーノベル大賞受賞
- 1990年 - 『後宮小説』第102回直木賞候補
- 1991年 - 『墨攻』第104回直木賞候補
- 1992年 - 『墨攻』『陋巷に在り』『ピュタゴラスの旅』で歿後五十年中島敦記念賞受賞[8]
- 2000年 - 『周公旦』で第19回新田次郎文学賞受賞

## 作品リスト

### 小説
- 『後宮小説』（新潮社、1989年）/（新潮文庫、1993年）
- 『聖母の部隊』（徳間書店、1991年）/（トクマ・ノベルズ、1996年）/（ハルキ文庫、2000年）
- 『ピュタゴラスの旅』（講談社、1991年）/（集英社文庫、2001年）
- 『墨攻』（新潮社、1991年）/（新潮文庫、1994年）/（文春文庫、2014年）
- 『陋巷に在り』全13巻（1992-2002年）
  - 『陋巷に在り〈1〉儒（じゅ）の巻』（新潮社、1992年）/（新潮文庫、1996年）
  - 『陋巷に在り〈2〉呪（じゅ）の巻』（新潮社、1993年）/（新潮文庫、1997年）
  - 『陋巷に在り〈3〉媚（び）の巻』（新潮社、1994年）/（新潮文庫、1998年）
  - 『陋巷に在り〈4〉徒（と）の巻』（新潮社、1995年）/（新潮文庫、1998年）
  - 『陋巷に在り〈5〉妨（ぼう）の巻』（新潮社、1995年）/（新潮文庫、1999年）
  - 『陋巷に在り〈6〉劇（げき）の巻』（新潮社、1996年）/（新潮文庫、1999年）
  - 『陋巷に在り〈7〉医（い）の巻』（新潮社、1997年）/（新潮文庫、2002年）
  - 『陋巷に在り〈8〉冥（めい）の巻』（新潮社、1997年）/（新潮文庫、2003年）
  - 『陋巷に在り〈9〉眩（げん）の巻』（新潮社、1998年）/（新潮文庫、2003年）
  - 『陋巷に在り〈10〉命（めい）の巻』（新潮社、1999年）/（新潮文庫、2003年）
  - 『陋巷に在り〈11〉顔（がん）の巻』（新潮社、2000年）/（新潮文庫、2004年）
  - 『陋巷に在り〈12〉聖（せい）の巻』（新潮社、2001年）/（新潮文庫、2004年）
  - 『陋巷に在り〈13〉魯（ろ）の巻』（新潮社、2002年）/（新潮文庫、2004年）
- 『童貞』（講談社、1995年）/（講談社文庫、1998年）
- 『語り手の事情』（文藝春秋、1998年）/（文春文庫、2001年）
- 『周公旦』（文藝春秋、1999年）/（文春文庫、2003年）
- 『泣き虫弱虫諸葛孔明』全5巻（2004 - 2017年）
  - 『泣き虫弱虫諸葛孔明 第壱部』（文藝春秋、2004年）/（文春文庫、2009年）
  - 『泣き虫弱虫諸葛孔明 第弐部』（文藝春秋、2007年）/（文春文庫、2011年）
  - 『泣き虫弱虫諸葛孔明 第参部』（文藝春秋、2012年）/（文春文庫、2015年）
  - 『泣き虫弱虫諸葛孔明 第四部』（文藝春秋、2014年）/（文春文庫、2017年）
  - 『泣き虫弱虫諸葛孔明 第伍部』（文藝春秋、2017年）/（文春文庫、2020年）
- 『分解』（ちくま文庫、2010年）

### エッセイ
- 『中国雑話 中国的思想』（文春新書、2007年）

## 原作提供

### 映画
- 『墨攻』（2006年）
日中韓の合作映画。アジアでは2006年、日本では2007年2月3日に劇場公開された[9]。森秀樹のコミックス版をもとにした映画化[9]。

### アニメーション
- 『雲のように風のように』（1990年）
『後宮小説』のアニメ化作品。1990年3月21日に日本テレビ系列局で放送された[10]。

### 漫画
- 『墨攻』全11巻（作画：森秀樹、シナリオ協力：久保田千太郎）
『墨攻』のコミカライズ作品。『ビッグコミック』（小学館）において1992年から1996年にかけて連載された。途中から原作を膨らませたオリジナルストーリーとなる。
- 『D'arc ジャンヌ・ダルク伝』2巻まで（原作：酒見賢一、画：近藤勝也）
原作小説のない漫画オリジナル作品。『アニメージュ』（徳間書店）において、1994年8月号から1995年8月号まで連載されたのち、中断。未完。
- 『陋巷に在り-顔回伝奇』全3巻（原作：酒見賢一、漫画：羽生生純）
『陋巷に在り』のコミカライズ作品。月刊WEBコミック誌「デジコミ新潮com2（コム・コム）」（新潮社）にて2007年より連載。
- 『泣き虫弱虫諸葛孔明』全3巻（原作：酒見賢一、漫画：緒里たばさ）
『泣き虫弱虫諸葛孔明』のコミカライズ作品。『月刊!スピリッツ』（小学館）にて2017年12月号から2019年7月号まで連載された。